# Hou-ji

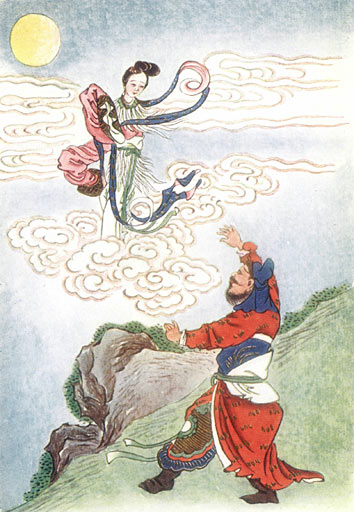
Hou-ji (Houyi) tehetetlenül nézi, ahogy felesége, Csang-o (Chang'o) felrepül a Holdra

Hou-ji (Houyi) (más néven: Ji-ji (Yiyi) 夷羿, vagy Ji (Yi) 夷羿 ) kultúrhérosz, kiváló íjász az ókori kínai mitológiában, Ti-csün (Dijun) főisten fia, akit azért küldtek a földre, hogy megmentse az embereket a természeti csapásoktól és megszabadítsa a földet a szörnyektől. Később a holdistennő, Csang-o (Chang'e) férje lesz.

## Legendái
Hou-ji (Houyi) a főistennek számító Ti-csün (Dijun) egyik gyermeke volt, akit kiváló íjászként tartanak számon, mivel egy legenda szerint a bal keze hosszabb volt, mint a másik. Jao (Yao) császár uralkodásának idején történt, hogy egyszerre tíz nap jelent meg a földön, amelyek közül Hou-ji (Houyi) kilencet lenyilazott, s ezzel megszabadította az embereket a gyötrő szárazságtól. Ezt követően megölte ja-jü (yayu)t (窫窳), a rőtszínű emberevő bikát, akinek emberi arca és lópatája volt, vagy más legendaváltozat szerint sárkányfejjel és tigriskarmokkal rendelkezett. Hou-ji (Houyi) ezt követően délre vette az útját és a Souhua (Shouhua) (壽華) síkságon végzett a co-cse (zuochi) (鑿齒), vagyis „fúrt fogú” fenevaddal, északon pedig, Hsziung-suj (Xiongshui) (凶水) folyónál megölte a kilencfejű bestiát (csiu-jing (jiuying) 九嬰), amely vizet és tüzet is képes volt okádani. A Csingcsiu (Qingqiu) (青丘) tónál megölte a „nagy szél” (ta-feng (dafeng) (大風) nevű vad madarat, amely forgószeleket keltve lerombolta az emberek házait; a Tungting (Tongting) (洞庭) tónál pedig végzett hsziu-sö (xiushe) (修蛇) nevű emberevő óriáskígyóval. Szanglin (Sanglin)ben (桑林), vagyis „Eperfaerdőben” elfogta a feng-hszi (fengxi) (封豨) nevű vadkant, amely embereket falt föl és a nyájakat dézsmálta. 
Apja, Ti-csün (Dijun) azonban mindezek ellenére mégis megharagudott rá, ezért őt és a feleségét, Csang-o (Chang'e)t is megfosztotta isteni rangjától. Hou-ji (Houyi) ekkor elindult a Kunlun-hegyre, mert ott lakott a nyugat úrasszonya, Hszi-vang-mu (Xiwangmu), aki birtokolta az örökélet elixírjét. Az istennő megajándékozta Hou-ji (Houyi)t egy adaggal a halhatatlanságot biztosító varázsszerből, ám mikor hazaért, a felesége titokban, egyedül bevette azt, s menten halhatatlanná változva felrepült a Holdba. Így aztán Hou-ji (Houyi) halandóként a földön maradt. Később, a legjobb íjásztanítványa, egy bizonyos Feng Meng (逢蒙) rávette az egyik szolgáját, hogy ölje meg a mesterét. Halála után Hou-ji (Houyi)t a gonosz kísértetektől megoltalmazó istenségként (Cung-pu-sen (Zongbushen) 宗布神) tisztelték.